# Коперланд (Оклахома)
Коперланд (енгл. Copeland) насељено је место без административног статуса у америчкој савезној држави Оклахома.

## Демографија
По попису из 2010. године број становника је 1.629, што је 181 (12,5%) становника више него 2000. године.
| Група             | 2000.         | 2010.         |
| Белци             | 1.190 (82,2%) | 1.325 (81,3%) |
| Афроамериканци    | 6 (0,4%)      | 0 (0,0%)      |
| Азијати           | 1 (0,1%)      | 2 (0,1%)      |
| Хиспаноамериканци | 21 (1,5%)     | 16 (1,0%)     |
| Укупно            | 1.448         | 1.629         |